# フラッシュバック (薬物)

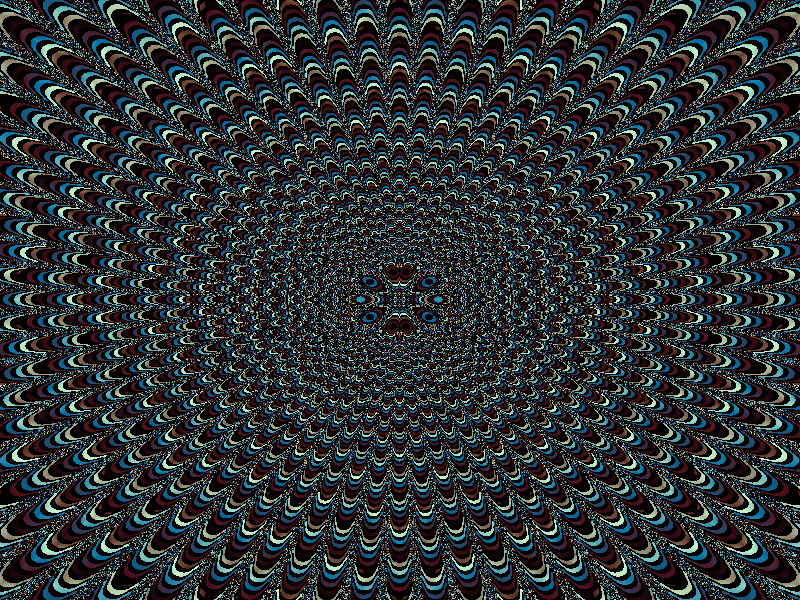
幻覚剤は、サイケデリックと形容される、独特の視覚体験を引き起こす。

フラッシュバック (flashback) とは、幻覚剤によって体験した感覚が突如として再現されることである。幻覚剤の体験から数ヶ月も経ったあとでは、起こることは稀である。世界保健機関の『疾病及び関連保健問題の国際統計分類』10版（ICD-10）における正式な診断名はフラッシュバックで、数秒から数分間の出来事と定義し、その用語集にて幻覚剤後知覚障害（Post-hallucinogen perception disorder）と定義し、アメリカ精神医学会の『精神障害の診断と統計マニュアル』における正式な診断名は幻覚剤持続性知覚障害であるが、括弧してフラッシュバックと記され、その診断基準においては現実検討ができる視覚的な現象であるとしている。大麻およびその成分テトラヒドロカンナビノール（THC）は幻覚剤ではない。単なる体験とは異なり、障害である場合にはそれが重症であるという診断基準を満たす必要がある。HPPDは、幻覚剤使用との因果関係が実証されていない（つまり疑わしい）研究によって主張されており、シロシビンを用いたいくつかのランダム化比較試験ではこうした症状は報告されていない。フラッシュバック全体を含めると、心地よいものであるとの見解は半数を超える。また幻覚剤を用いたことがない一般集団にも視覚症状は起こりうる。

## 特徴
ストレスや不安、瞑想や酩酊や大麻の吸引など、自我の働きが変容しているときに起こりやすい。幻覚剤を研究していたハーバード大学の心理学者のティモシー・リアリーは、脳の中の新しい知覚回路につながったので、意識が拡張され薬剤を必要とせず感覚が再現されると述べている。
フラッシュバックの頻度に関して、2256人のリゼルグ酸ジエチルアミド(LSD)の体験者の23%がフラッシュバックを経験したという報告がある。別の研究では、235人中28%がフラッシュバックを体験し、その64%が人生を邪魔するものではないと思い、またフラッシュバック体験について以下のような割合での感想が得られた。
- 21% すごく気持ちよかった
- 36% 気持ちよかった
- 32% 少し怖かった
- 11% 恐ろしい

## 診断コード
フラッシュバックは、幻覚剤に関連した障害として記されている。
DSM-IV（『精神障害の診断と統計マニュアル第4版』）における、幻覚剤持続性知覚障害（HPPD）とは、この名称の後ろに括弧つきでフラッシュバックと記されている。HPPDでは現実検討は障害されないためそれが幻覚であることの自覚があり、診断基準Aにより色や動きに関する「視覚的な現象」であり、診断基準Bにより著しい苦痛や社会的な機能の障害を伴い、診断基準Cによりせん妄などの他の要因が除外されている場合である。第5版のDSM-5においては、大麻およびその成分のテトラヒドロカンナビノール（THC）は、幻覚剤ではないことが明記されている。
世界保健機関によるICD-10（『疾病及び関連保健問題の国際統計分類』）においては、F1x.70フラッシュバックの診断コードが存在し、多くは数秒から数分間のことであり以前の薬物の体験に関しているという特徴から、他の精神病性障害と鑑別ができる。世界保健機関の『アルコールと薬物の用語集』（Lexicon of alchol and drug term）が、F1x.70フラッシュバックとは、幻覚剤後知覚障害（Post-hallucinogen perception disorder）であると定義している。
このHPPDは幻覚剤を使用したことがない人々にも存在し、また偶発的な視覚現象は一般集団にも起こり得る。シロシビンでは、いくつかのランダム化比較試験においてもフラッシュバックや、持続的な視覚現象は報告されていない。LSDの使用と視覚症状との間に関連を見出した小規模研究は、研究手法に重大な問題があり、LSD群に割り付けられた人々は研究目的を知らされており、視覚症状に関連しうる精神障害を持った入院患者であった。また、最後に幻覚剤を使用してから数年後に発症しており、その因果関係が実証されていない。

## 覚醒剤によるフラッシュバック（日本の研究）
日本の研究者は、通常は、より早く完全に回復することで鑑別されているアンフェタミン（一般に覚醒剤）による精神病が、数年までの長い期間となりうると主張し、このような精神病の再発をフラッシュバックと呼んでいる。幻覚剤ではないので、厳密にはフラッシュバックとは呼べず、また日本国外では統合失調症の発症が薬物に修飾されて早まったという見方をされる。